# Sukadana (Sukadana, Ciamis)
Sukadana is een bestuurslaag in het regentschap Ciamis van de provincie West-Java, Indonesië. Sukadana telt 3599 inwoners (volkstelling 2010).